# Eufrósine Castamonita
Eufrósine Castamonita (en griego: Εύφροσύνη Κασταμονίτισσα; c. 1130-1186) fue una noble bizantina de la familia Castamonita, esposa de Andrónico Ducas Ángelo (un primo de la dinastía gobernante Comneno) y madre de los dos futuros emperadores bizantinos de la familia Ángelo: Isaac II Ángelo y Alejo III Ángelo.

## Biografía
Eufrósine y Andrónico se casaron hacia 1150. Tuvieron ocho hijos: seis varones y dos mujeres. Sin embargo, en 1179/80, Andrónico intentó anular su matrimonio legal para casarse con otra mujer de la que se había enamorado. Los planes matrimoniales fracasaron gracias a la intervención del emperador Manuel I Comneno en apoyo de Eufrósine. Un sínodo eclesiástico encargado de resolver este asunto también falló a su favor.
Durante el reinado del emperador Andrónico I Comneno, su familia se rebeló contra él, pero la conspiración fue descubierta. Aunque la mayoría de los conspiradores fueron capturados y cegados por el emperador, Andrónico y sus hijos lograron escapar en barco.
En 1185, su hijo Isaac también se rebeló y se atrincheró junto con otros tras las sólidas murallas de la ciudad de Nicea, en Asia Menor. Para quebrantar la moral de los sitiados, el emperador trajo a Eufrósine desde Constantinopla y la colocó sobre un ariete. Nicetas Coniata menciona que fue casi un milagro que no muriera de terror ante esta acción. Sin embargo, los defensores siguieron lanzando proyectiles contra los hombres de Andrónico, pero tuvieron mucho cuidado de no dañar el cuerpo expuesto de la rehén. Los nicenos finalmente quemaron las máquinas de asedio, la salvaron y la sacaron a la ciudad con una cuerda.
Eufrósine descendía de una familia de burócratas que ayudó a su hijo Isaac a establecer su poder  tras la caída de Andrónico en 1185, gracias a la rebelión del pueblo de Constantinopla. Teodoro Castamonita, su hermano, se convirtió en el ministro principal de Isaac.
Eufrósine tuvo la fortuna de ver a su hijo como emperador durante un año. En 1186, acompañó a su hijo Isaac en su campaña contra el gobernador de Dirraquio, quien se había rebelado contra el trono imperial. El emperador asedió y tomó por asalto la ciudad, pero Eufrósine murió durante su regreso a Constantinopla.